# Lingua marāṭhi
La lingua marāṭhi, maratti o maratino (nome nativo: मराठी), detta anche maharashtra, maharathi, malhatee, marthi o  muruthu, è una lingua indoaria parlata in India. Al 2022, è parlata da 99,1 milioni di parlanti totali.
Un'autrice moderna di rilievo in lingua marathi è stata la letterata, linguista, sociologa e scrittrice Durga N. Bhagvat (1910 - 2002).

## Distribuzione geografica
Secondo l'edizione 2009 di Ethnologue, nel 1997 in India si contavano 68 milioni di locutori marathi, stanziati principalmente nello stato del Maharashtra. L'emigrazione ha portato la lingua anche in paesi stranieri, come Canada, Israele, Mauritius e Stati Uniti d'America.
Al 2022, come parlanti totali, conta 99,1 milioni di parlanti, in gran parte madrelingua (L1).

### Lingua ufficiale
Il marathi è una delle 22 lingue ufficialmente riconosciute dall'allegato VIII della Costituzione dell'India. È lingua ufficiale nello stato indiano del Maharashtra.

### Dialetti e lingue derivate
Esistono 42 dialetti del marathi, tra cui cochin, gawdi di Goa, kasargod, kosti, kudali e nagpuri marati.

## Sistema di scrittura
La lingua marathi utilizza l'alfabeto devanagari.